# 特劳纳
特劳纳（義大利語：Traona），是意大利松德里奥省的一个市镇。总面积6平方公里，人口2498人，人口密度416.3人/平方公里（2009年）。国家统计（ISTAT）代码为014069。